# Quercus moultonensis
Quercus moultonensis är en bokväxtart som beskrevs av William Willard Ashe. Quercus moultonensis ingår i släktet ekar, och familjen bokväxter. Inga underarter finns listade.